# William Windom

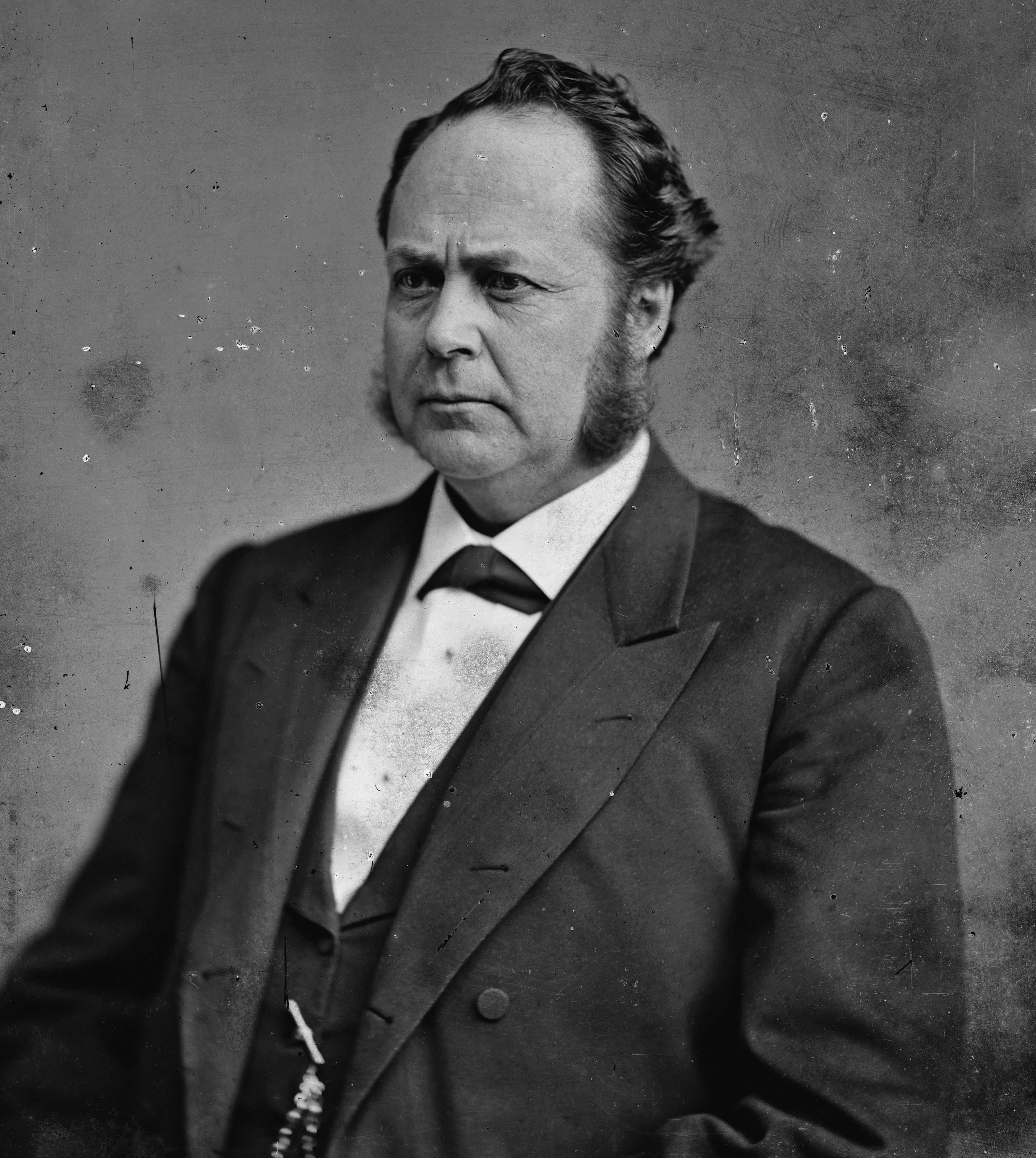
William Windom

William Windom, född 10 maj 1827 i Belmont County, Ohio, USA, död 29 januari 1891 i New York, var en amerikansk republikansk politiker.
Han flyttade 1855 till Minnesotaterritoriet. Efter att Minnesota hade blivit delstat, var Windom ledamot av USA:s representanthus från delstaten 1859-1869.
Han utnämndes till USA:s senat 1870 när senator Daniel S. Norton dog. Han lämnade senaten i januari 1871 när en ny senator hade valts till resten av Nortons mandatperiod. Windom däremot hade blivit invald till en hel mandatperiod och återvände till senaten redan i mars samma år. Han satt i senaten i tio år till mars 1881, då han blev utnämnd till USA:s finansminister. Han var finansminister i James A. Garfields kabinett och en kort tid under efterträdaren Chester A. Arthur, när Garfield blev mördad. Windom avgick som finansminister redan i november 1881 för att återvända till senaten. Han var en tredje period senator till mars 1883 men lyckades inte bli omvald.
Han flyttade till New York, var han arbetade som advokat. Benjamin Harrison utnämnde honom igen till finansminister 1889. Han avled i ämbetet. Windom är begravd på Rock Creek Cemetery i Washington, D.C.